# إس 10 (مغنية)
ستين دن هولاندر وتعرف باسم إس 10 هي مغنية هولندية ولدت في 8 نوفمبر 2000.

## روابط خارجية
- إس 10 على موقع IMDb (الإنجليزية)
- إس 10 على موقع ميوزك برينز (الإنجليزية)
- إس 10 على موقع أول ميوزيك (الإنجليزية)
- إس 10 على موقع ديسكوغز (الإنجليزية)
- إس 10 على موقع قاعدة بيانات الفيلم (الإنجليزية)